# Marsangy
Marsangy é uma comuna francesa na região administrativa de Borgonha-Franco-Condado, no departamento de Yonne. Estende-se por uma área de 14,54 km². Em 2010 a comuna tinha 867 habitantes (densidade: 59,6 hab./km²).

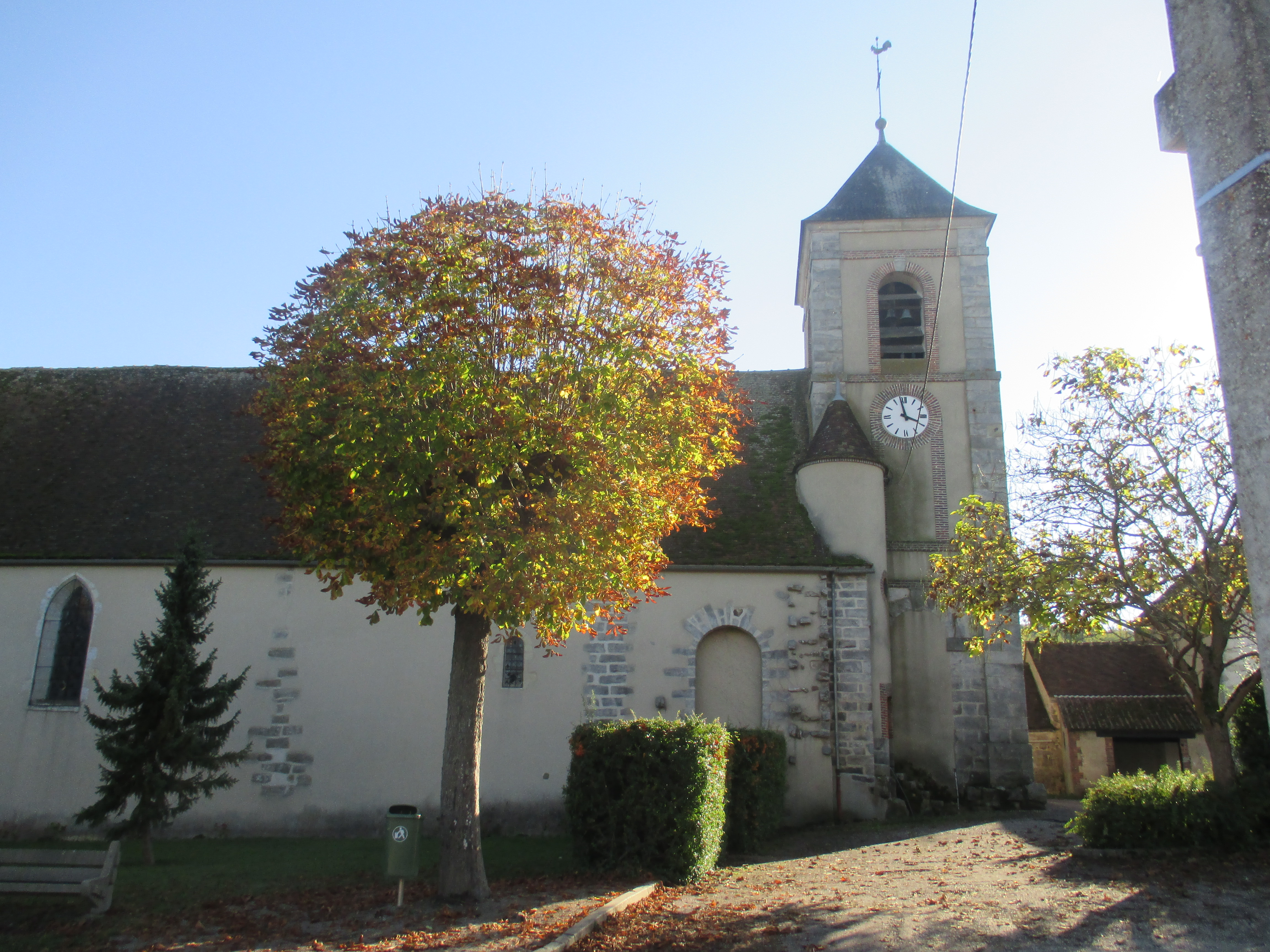
Marsangy.